# Antonín Wencl
Antonín Wencl (1936. július 22. –) cseh labdarúgó, nemzetközi labdarúgó-játékvezető.

## Pályafutása
A Csehszlovák labdarúgó-szövetség Játékvezető Bizottsága (JB) terjesztette fel nemzetközi játékvezetőnek, a Nemzetközi Labdarúgó-szövetség (FIFA) 1978-tól tartotta nyilván bírói keretében. Több nemzetek közötti válogatott és klubmérkőzést vezetett, vagy működő társának partbíróként segített. A csehszlovák nemzetközi játékvezetők rangsorában, a világbajnokság-Európa-bajnokság sorrendjében többedmagával a 25. helyet foglalja el 1 találkozó szolgálatával. Az aktív nemzetközi játékvezetéstől 1981-ben a FIFA 45 éves korhatárát elérve búcsúzott. Válogatott mérkőzéseinek száma: 3.

## Statisztika

### Nemzetközi válogatott mérkőzései
| #  | Dátum               | Helyszín                         | Hazai       | Eredmény | Vendég     | Kiírás       | Gólok | Esemény |
| -- | ------------------- | -------------------------------- | ----------- | -------- | ---------- | ------------ | ----- | ------- |
| 1. | 1978. augusztus 30. | Erfurt, Georgi Dimitroff Stadion | NDK         | 2 – 2    | Bulgária   | barátságos   | -     |         |
| 2. | 1979. április 19.   | Tbiliszi, Dinamo Stadion         | Szovjetunió | 2 – 0    | Svédország | barátságos   | -     |         |
| 3. | 1981. április 1.    | Tirana, Qemal Stafa Stadion      | Albánia     | 0 – 2    | NSZK       | vb-selejtező | -     |         |
|    | Összesen            |                                  |             | 3        | mérkőzés   |              |       |         |

## Külső hivatkozások
- Antonin Venci. World Referee. [2012. szeptember 19-i dátummal az eredetiből archiválva]. (Hozzáférés: 2013. január 23.)
- Antonin Venci. footballzz.com. (Hozzáférés: 2013. január 23.)
- Antonin Venci. scoreshelf.com. [2015. július 17-i dátummal az eredetiből archiválva]. (Hozzáférés: 2013. január 23.)
- Antonin Venci. eu-football.info. (Hozzáférés: 2013. január 23.)